# 하스 (기업)
하스(HASS: Human Aid System Supplier) 주식회사는 대한민국의 인공치아용 세라믹보철소재 기업이다. 대표이사는 김용수이며2008년 설립되었다. 2021년 3분기 기준 100억원의 매출실적을 달성하고 있으며 과학산업단지내 제1공장은 60여 명이 근무중이다.

## 상장
삼성증권을 주관사로 코스닥 기술특례상장을 추진중이며 기술성 평가에서 2개의 평가 기관으로부터 모두 A 등급을 받아 심사를 통과했다. 주가는 상장일 고가 29550원 이후 계속 하락을 반복하며 -68% 로 9천원대에 머무르고 있다.

## 같이 보기
- 덴티움
- 덴티스
- 바텍
- 메타바이오메드